# Liste der Monuments historiques in Courcelles (Doubs)
Die Liste der Monuments historiques in Courcelles führt die Monuments historiques in der französischen Gemeinde Courcelles auf.

## Liste der Objekte
| Bezeichnung                       | Beschreibung                                   | Standort                                                  | Kennzeichnung | Schutzstatus | Datum | Bild |
| --------------------------------- | ---------------------------------------------- | --------------------------------------------------------- | ------------- | ------------ | ----- | ---- |
| Gemälde Stiftung des Rosenkranzes | Ölfarbe auf Leinwand, 17. Jahrhundert          | südlich des Ortes, in der Église de Mont-sur-Lison (Lage) | PM25000588    | Classé       | 1975  |      |
| Gemälde Heiliger Mauritius        | Ölfarbe auf Leinwand, 17. oder 18. Jahrhundert | südlich des Ortes, in der Église de Mont-sur-Lison (Lage) | PM25002027    | Inscrit      | 1975  |      |
| Skulptur Madonna mit Kind         | Holz, 17. Jahrhundert                          | südlich des Ortes, in der Église de Mont-sur-Lison (Lage) | PM25002028    | Inscrit      | 1975  |      |
| Skulptur Paulus                   | Holz, 17. Jahrhundert                          | südlich des Ortes, in der Église de Mont-sur-Lison (Lage) | PM25002029    | Inscrit      | 1975  |      |